# Liste des seigneurs de Ravensberghe
Les seigneurs de Ravensberghe possédaient la seigneurie du même nom, parfois orthographiée Ravensberg, devenue baronnie au début du XVIIe siècle, située à Merckeghem en Flandre maritime (arrondissement de Dunkerque). Un des premiers seigneurs fut un fils probablement naturel du comte de Flandre Thierry d'Alsace. Par la suite, par le jeu des alliances et des mariages, la seigneurie devient une des possessions de personnages d'importance régionale voire nationale appartenant à de grandes familles : maison de Mailly, maison de Melun, maison de Béthune, les titulaires depuis le XVIIe siècle étant des marquis de Nédonchel. Le dernier baron de Ravensberghe émigre pendant la Révolution française. Dépendant des seigneurs de Bourbourg, située dans la châtellenie de Bourbourg mais avec un statut spécial, ayant une emprise directe (fiefs) ou indirecte (arrière-fiefs) sur plus de mille hectares, la seigneurie existe d'environ 1142 à la révolution de 1789 soit plus de 600 ans.

## Situation de la seigneurie
La seigneurie de Ravensberghe, encore appelée d'Houthove ou Outhove, se situe dans la châtellenie de Bourbourg. Toutefois, elle n'est pas totalement soumise à l'autorité du seigneur de la Cour du Ghyselhuys (cour féodale : seigneurie principale de Bourbourg restée dans les domaines propres des comtes de Flandre puis rois de France) ni à celle du châtelain comme les seigneuries ordinaires. Elle fait en effet partie des « Quatre Vassaux » : appellation donnée à quatre seigneuries de la châtellenie échappant en partie à ces pouvoirs et jouissant d'un statut particulier.
À l'origine, ces entités relèvent directement du comte de Flandre. Elles possèdent, pour trois d'entre elles, toutes les justices féodales : haute, moyenne et basse justice (voir justice seigneuriale).
La seigneurie de Ravensberghe est ainsi une importante seigneurie qui dispose de la haute justice (droit de vie et de mort). Il s'agit d'un fief avec bailli et échevins. Les neuf échevins et les quatre mayeurs ou ammans peuvent prononcer la peine de mort et la faire appliquer. La seigneurie peut également prononcer des amendes et des sanctions pouvant aller jusqu'au bannissement du comté de Flandre. Elle a droit de regard sur l'abbaye de Ravensberghe implantée sur le fief dit « Houthove ». Elle est érigée en baronnie en 1610 par Henri IV, roi de France et seigneur du Ghyselhuys. Elle se compose de trois seigneuries distinctes, toutes identifiées sous le nom de Ravensberghe : Ravensberghe-Beaufort, Ravensberghe-Ghermansvelt, Ravensberghe-Calfbeck.

### Possessions
Elle s'étend en Flandre maritime sur les paroisses de Merckeghem, Millam, Looberghe, Eringhem, Cappelle-Brouck... Elle détient des arrière-fiefs, soit terrains soit rentes portant sur des terrains, sur Armbouts-Cappel, Zintene (territoire des Synthes qui aboutira aux communes de Petite-Synthe et Grande-Synthe), Quaedypre, Rubrouck et des terres situées près de Furnes.
Au total, la seigneurie a une emprise sur 2471 mesures et même en 1688 sur 2750 mesures soit environ 1 210 hectares (à comparer à la superficie de la commune actuelle de Merckeghem : 1 073 hectares).
Vers 1723, la baronnie de Ravensberghe est estimée comme procurant un revenu de cinq mille livres de rente.

## Armes
Les seigneurs de Ravensberghe portent « de gueules à trois faces d'argent et un cotice d'azur brochant sur le tout ».

## Seigneurs de Ravensberghe
La seigneurie existe dès le XIIe siècle.

### Hugues de Ravensberghe
Hugues de Ravensberghe assiste en 1142 à un acte pris lors d'une assemblée de nombreuses notabilités de Flandre et de la Morinie (territoire des Morins) réunies pour entériner la décision conjointe de l'évêque des Morins (évêque de Thérouanne) Milon Ier et du comte de Flandre Thierry d'Alsace, d'interdiction de construction d'un château-fort à Thérouanne (pour empêcher toute tentation d'empiètement sur les possessions de l'évêque). Hugues est présumé être le premier mari de Christine (ou Christiane) de Seninghem retrouvée ci-dessous.
En 1157, Hugues de Ravensberghe est encore témoin, avec Elinard (ou Elnard) de Seningaham (Seninghem) et Henri de Bourbourg, châtelain de Bourbourg, (famille de Bourbourg), d'une charte du comte Thierry d'Alsace.

### Guillaume BrohonIer(?-1167?)
Le détenteur suivant en est Wilhelm (Guillaume) Brohon I, frère du comte de Flandre Philippe d'Alsace (Guillaume est probablement un fils naturel de Thierry d'Alsace). Il reçoit du comte plus de deux mille mesures de terre gagnées sur les marais asséchés à l'initiative des comtes. Il possède la seigneurie de Ravensberghe et la seigneurie dite d'Houthove.
En 1160, Thierry d'Alsace et son fils Philippe d'Alsace accordent une keure (charte communale) à Berkin (Vieux-Berquin) et Steenwerch (Steenwerck). Willaume Brohon I y est qualifié de filius comitis.
En 1163, il est présent lorsque Philippe d'Alsace accorde à la ville de Nieuport une charte de commune sur le modèle de celle accordée à Dixmude.
Guillaume Brohon I meurt avant 1167 : en 1167, Philippe d'Alsace donne à l'abbaye de Watten dix-sept mesures de relais de mer, situées à Synthe (soit Petite-Synthe soit Grande-Synthe) pour le repos de l'âme de son « frère » Willaume Bron. Cette donation est faite en présence de la veuve de son « frère » Christine, dame de Ravensberghe et du frère de celle-ci, Étienne de Sinneghem (Seninghem).
Guillaume Brohon avait en effet épousé Christine de Sinneghem, fille d'Elnard de Sinneghem (Seninghem).

### Christine de Sineghem
En 1191, Christine de Sineghem, dame de Ravensberghe, relève la seigneurie après le décès de son mari. Elle est considérée comme la fondatrice de l'abbaye de Ravensberghe ou Houthove, du nom de la terre d'Houthove qu'elle lui donna, avec l'accord de son fils W. Li Brohus, située à Merckeghem, contigüe à la seigneurie, encore appelée abbaye de Ravensberghe, de l'ordre de Cîteaux, avec d'autres terres et rentes, probablement en 1191,. Cette donation est faite avec l'approbation de son fils et héritier. En 1194, Guillaume, archévêque de Reims, confirme la donation et en 1195, Lambert, évêque de Thérouanne, fait de même. En 1205, Christine ajoute d'autres donations à l'abbaye. Les seigneurs de Ravensberghe de la première époque vont multiplier les donations à l'abbaye (voir ci-dessous).

### Guillaume Brohon II
En 1202, lui succède Willaume Brohon II, fils de Guillaume et de Christine, héritier et seigneur de Ravensberghe, époux d'Agnès. Ce Guillaume Brohon II est cité comme témoin dans une charte de l'abbaye de Bourbourg en 1170. Vers 1191, il approuve la donation faite par sa mère aux religieuses de ce qui devint l'abbaye de Ravensberghe.
Cette même année 1202, par un acte pris à Ravensberghe, il donne à l'abbaye de Watten, en réparation d'un préjudice qu'il lui a causé, une terre dite d'Alzinghe, ou Alsinghe, fief de la paroisse de Watten d'environ 32 mesures (environ 15 hectares), ainsi que du froment et de l'avoine, du consentement de sa femme Agnès et de sa mère Christine. À cette occasion, il est entouré de ses chevaliers et de ses hommes. Cette donation est confirmée la même année par Mathilde de Portugal, régente du comté de Flandre, puis par Baudouin VIII de Flandre (Baudouin V de Hainaut), comte de Flandre, qui parle de Guillaume Brohon comme étant son consanguin, « consanguineus meus », puis par Lambert (Lambert de Bruges) évêque de la Morinie.

### Eustache de Ravensberghe
Eustache de Ravensberghe fait avec d'autres seigneurs une donation à l'abbaye de Clairmarais. Cette donation est approuvée en 1211 par l'évêque de Thérouanne Jean II.

### Laurette de Wismes
En 1225, Lorette ou Laurette de Wismes, (veuve d'Eustache?), est dame de Ravensberghe. La même année, elle établit une charte en tant que dame de Ravensberghe , confirmant une donation faite à l'abbaye de Ravensberghe. En 1232, Lorette fait un nouveau don à la même abbaye, du consentement de son fils aîné Gislebert de Wismes, et avec l'accord de son fils Rodulfe ou Radulfe.

### Philippe de Wismes
En 1226, arrive Philippe de Wismes, héritier et seigneur de Ravensberghe. Ce Philippe fait lui aussi une donation, ratifiée à Bourbourg par la comtesse de Flandre Jeanne (Jeanne de Constantinople) à l'abbaye de Ravensberghe en 1226, donation confirmée en 1231 par Giselbert (Gilbert) de Wismes, son frère aîné, et approuvée en 1238 par Elnard, chevalier, seigneur de Sineghem.

### Raoul de Wismes
En 1242, succède à Philippe, Raoul de Wismes, chevalier, seigneur de Ravensberghe, époux d'Aélis. La même année, il confirme le don fait par Philippe de Wismes.

### Jean de Haverskerke
Jean de Haverskerke (Haverskerque) est seigneur de Ravensberghe avant 1353.
En 1289, il fonde une chapelle dans l'église (l'abbaye) de Watten avec un revenu de 20 livres parisis à la charge d'y célébrer des messes pour son âme, celle de sa femme et de ses ancêtres enterrés dans la dite église. Cette rente est assignée sur 40 mesures de terre (environ 18 hectares) appelées Northout situées à Merckeghem. Le comte de Flandre Gui de Dampierre consent à cette donation en 1290.

### JeanIerde Fosseux
En 1353, Jean, sire de Fosseux, chevalier, relève la seigneurie de Ravensberghe. La même année, Jean de Fosseux et de Ravensberghe confirme la donation faite par son prédécesseur Jean de Haverskerque, à l'église de Watten et il en rappelle la teneur.
En 1357, il fait remise à l'église de Watten de tout ce qu'elle peut lui devoir.

### Wautier de Fosseux
Lui succède en 1361, Wautier de Fosseux, chevalier. La même année, Wautier sacrifie au rite de la donation à l'abbaye voisine. Il est dit sire de Ravensberg. Un Jehan Couillart, bailli de la cour de Ravensberghe, figure parmi les témoins de l'acte. Le même confirme cette donation en 1363 en tant que bailli et procureur de Wauthier. L'année suivante, Jehan de Fosseux, sire de Fosseux, chevalier, frère de Wautier, ratifie l'acte.

### Jehan II de Fosseux
Le 12 novembre 1383, Jehan rend hommage pour sa terre de Ravensberghe à Yolande de Flandre, fille de Robert de Cassel lequel avait reçu la Flandre maritime en partage de son père le comte de Flandre Robert III de Flandre.

### Jehan de Cayeu
En 1399, le seigneur de Ravensberghe est Jean de Cayeu, seigneur de Bus, chevalier. Il épouse Isabeau d'Ailly. Le 25 juillet 1399, il donne aveu (rend hommage) au duc de Bar (Robert Ier de Bar) des terres et seigneuries de Ravensberghe tenues de la seigneurie de Bourbourg (Robert Ier de Bar est son suzerain en tant qu'héritier de Yolande de Flandre)l.

### Philippe de Cayeu
Philippe de Cayeu est le fils de Jehan de Cayeu et d'Isabelle d'Ailly. Chevalier, seigneur de Vismes et de Sénarpont, il épouse Alix de Ghistelles.

### Pierre de Mammez
Pierre de Mammez (Mametz dans le Pas-de-Calais), (« d'argent à trois maillets de sable ») dit Maillet, seigneur de Mammez, Nielles, Cohen, épouse en premières noces Marie (ou Jeanne ou Michèle ou encore Catherine, on dit également Agnès) de Cayeu, (sans doute Cayeux-sur-Mer) de Bours et de Ravensberghe, fille de Philippe et d'Alix, et sœur de l'évêque d'Arras Hugues de Cayeu. La famille de Mammez était alliée à la famille de Moreuil-Soissons. Pierre de Mammez aurait été conseiller et chambellan du duc de Bourgogne (Philippe le Bon) vers 1400, et selon une autre source, son épouse aurait été la nièce de l'évêque d'Arras. Ce Pierre de Mametz est peut-être le Pierre de Mammez également dit Maillet mort lors de la bataille d'Azincourt en 1415 mais c'est peu probable car le Pierre de Mammez mort à Azincourt est dit originaire de Mametz dans le département de la Somme.

### Jean II de Mailly (vers 1405-1470)
Avec ce seigneur, la seigneurie change de dimension : d'une part, elle n'est plus un élément central des possessions du titulaire, elle devient une propriété parmi plusieurs, d'autre part, les seigneurs ont un plus grand relief. Jean II de Mailly appartient à la maison de Mailly dont sont issus de nombreux grands personnages de l'histoire de France.
Jean II de Mailly, (vers 1405-1470), est le fils de Colart II de Mailly dit Payen, mort lors de la bataille d'Azincourt en 1415, chevalier, seigneur de Mailly, Bouillencourt, Ploich, Beauffort-en-Santerre, etc., bailli du Vermandois, et de Marie de Mailly, sa cousine, dame de Lorsignol et de Bours.
Jean II de Mailly est chevalier, baron de Mailly, seigneur de Baufort-en-Santerre, Ravensberghe (du fait de sa femme), Bouillencout, surnommé « L'Étendart de Mailly »l. Il abandonne le parti du duc Philippe III de Bourgogne pour celui du roi de France, Charles VII. Il achète en 1423 à Cornélis de Gavre de Lidekerque, seigneur de Lens marié à Jeanne d'Ailly, tout ce qu'ils possèdent à Bours. Il en vend une partie à sa mère en 1448 contre cinq cents écus d'or, recevant également une terre près de La Bassée.
Il s'agit d'un grand seigneur, faisant partie de l'entourage de plusieurs rois de France, présent lors de l'hommage rendu par le duc de Bretagne (Jean V de Bretagne) au roi Charles VI. Il est l'un des seigneurs qui signent en 1420 le contrat de mariage de Catherine de Valois, fille de Charles VI avec Henri V, roi d'Angleterre. Jean II de Mailly sert longtemps les ducs de Bourgogne du fait de ses fiefs qui relevaient de ce prince puis rentre dans l'obéissance au roi et il est un des premiers seigneurs de Picardie à se déclarer contre Henri VI, roi d'Angleterre en 1424. Il signe le traité de paix dit traité d'Arras (1435) conclu entre Charles VII et le duc de Bourgogne Philippe le Bon. Charles VII l'envoie à Tours en 1437 pour recevoir Marguerite d'Écosse, future épouse du dauphin Louis (Louis XI). Jean II de Mailly est encore présent lors de l'hommage rendu en novembre 1450 au roi Louis XI par le duc de Bretagne Pierre II de Bretagne. Enfin il participe aux États généraux de 1468 à Tours. Il est qualifié par plusieurs historiens de « brave chevalier ».
Jean II de Mailly, épouse vers 1426 Catherine de Mammez, (1405-1456), fille de Pierre de Mammez et de Marie de Cayeu, à laquelle l'évêque d'Arras donne Cayeu, dame de Ravensberghe. Catherine est donc dame de Ravensberghe et de Cayeu.

### Nicolas de Mailly (mort vers 1475)
Nicolas ou Colart de Mailly, dit Payen, est le fils aîné de Jean II de Mailly et de Catherine de Mammez.
Nicolas de Mailly, seigneur de Bours, est seigneur de Ravensberghe en 1458. Il prend le parti de Charles le Téméraire contre le roi de France Louis XI, contrairement à ses frères et sœurs.
À l'opposé des seigneurs de Ravensberghe précédents, Nicolas de Mailly a des relations orageuses avec l'abbaye voisine : lui et son serviteur Willem Rabat font l'objet d'une condamnation pour violences et outrages envers l'abbesse et les religieuses de Ravensberghe. En 1466, Nicolas de Mailly obtient de duc de Bourgogne comte de Flandre Philippe le Bon des lettres de rémission, entérinées par le conseil de Flandre à Gand.
Il meurt sans alliance et sans héritiers peu après 1475.

### Jean III de Mailly (mort en 1505)
Jean III de Mailly récupère les biens de son frère Nicolas dont Ravensberghe, après sa mort.
Jean III de Mailly est chevalier, (armé lors du sacre de Louis XI), baron de Mailly, seigneur de Bouillencourt, Beaussart, Mametz, Ravensberghe, Lorsignol, Beaufort en Santerre, Bours, etc. D'abord chambellan du duc de Bourgogne, il se rallie au roi, chevalier de l'ordre du Roi, chambellan du roi (selon la date effective, ou bien Louis XI puis Charles VIII ou bien Charles VIII puis Louis XII).
Jean III de Mailly épouse (Louis XI aurait promis une dot de 10 000 écus d'or) par contrat de mariage du 15 octobre 1479 Isabeau d'Ailly, fille de Jean d'Ailly, vidame d'Amiens, et de Yolande, fille naturelle du duc de Bourgogne Philippe le Bon,. Il aurait auparavant épousé en 1450 Isabelle de Cayeu (de la même famille de Cayeu que celle déjà rencontrée) fille de Regnault de Cayeu et de Gillette de Ponthieu.

### Adrien de Mailly (mort après 1552)
Adrien de Mailly, second fils de Jean III de Mailly et d'Isabeau d'Ailly reçoit en partage la terre de Ravensberghe.
Adrien de Mailly est chevalier, baron de Bours, seigneur de Ravensberghe, Frettemeule, Drancourt, le Quesnoy, enfant d'honneur de Charles VIII, il reçoit en cette qualité 25 livres tournois. Il épouse par contrat de mariage du 19 octobre ou 23 novembre 1503 à Mailly Françoise de Bailleul, dame de Grigneuseville et du Quesnoy, fille de Jacques de Bailleul, seigneur de Saint-Léger et de Jeanne, dame d'Haucourt.
Les relations avec l'abbaye semblent être redevenues plus apaisées : en 1510, les échevins de la seigneurie prennent le parti et même représentent l'abbaye dans un conflit entre celle ci et une personne de Flandre.
Il ratifie le 3 mai 1513 une transaction passée le 26 avril précédent avec la comtesse de Vendôme (Marie de Luxembourg (1462) relative à la vente du dixième de la terre de Ravensberghe. Adrien de Mailly assiste à l'assemblée des gens des trois états du pays et duché de Normandie le 6 novembre 1513.
Adrien est dit Dominus illustrissimus et potentissimus vir dans le testament de son frère Antoine établi en 1519. Il est également un des grands capitaines de son temps mais connait des difficultés dans la gestion de ses biens.
Adrien de Mailly vend la seigneurie de Ravensberghe à Hugues de Melun, (de la maison de Melun), vicomte de Gand.

### Hugues de Melun (mort en 1524)
Hugues de Melun d'Epinoy vicomte de Gand, mort le 27 novembre 1524, est seigneur de Ravensberghe en 1517. Il s'agit de nouveau d'un grand personnage : châtelain-vicomte de Gand, seigneur de Caumont, de Carency, baron de Rosny, conseiller et chambellan de Charles-Quint, chevalier de la Toison d'Or, gouverneur d'Arras, époux de Jeanne de Hornes, fille d'Arnold van Hornes et de Marguerite de Montmorency.

### Jean de Mastaing (mort vers 1573)
Jean ou Jausse de Mastaing, seigneur de Hérimez, épouse le 25 novembre 1523, Honorine de Melun, (1508-1590), dame de Ravensberghe, fille d'Hugues de Melun.

### Honorine de Melun (?- 1590)
Honorine de Melun, fille d'hugues de Melun, relève la seigneurie en 1550 après la mort de son frère aîné Jean de Melun, et en 1573 après la mort de son mari Jean de Mastaing.
Elle meurt en 1590, âgée de 82 ans, le couple n'a pas eu d'enfants.

### Marie de Béthune
La seigneurie de Ravensberghe passe à Marie de Béthune, (maison de Béthune), nièce et héritière d'Honorine de Melun. Elle relève la seigneurie en 1591 alors qu'elle est veuve de Jean Ragnier (ou Reignier ou Raguier), seigneur d'Esternay, chevalier de l'ordre du roi, écuyer tranchant du roi,. Marie de Béthune est la fille de Jean IV de Béthune, chevalier, baron de Baye et de Rosny, seigneur de Hautbois, Havrincourt, etc et de Anne de Melun, sœur d'Honorine de Melun.

### Anne Ragnier
Anne Ragnier, fille de Jean Ragnier et de Marie de Béthune, est dame de Ravensberghe. Elle est l'épouse de Michel de Lheur (ou Lor, ou Lur), chevalier, gentilhomme ordinaire de la chambre du Roi, seigneur de Longua (en Périgord). Elle reçoit la seigneurie en 1593 et, la vend en 1603 à Louis de Massiet. À cette date elle est veuve.

### Louis de Massiet
Louis de Massiet, chevalier, seigneur de Staple, Buysscheure, devient seigneur de Ravensberghe en 1603 par achat.

## Barons de Ravensberghe

### Denys de Massiet
Armes de la famille de Massiet :  « d'argent à la fasce contre-bretessée de gueules; au franc quartier fascé d'argent et de gueules de 8 pièces" ou encore " d'argent à la fasce bretessée et contre-bretessée de gueules qui est Quienville, au canton d'or, à deux fasces de gueules qui est Walloncapelle  ».
Denys de Massiet, qualifié de haut et puissant seigneur dans un acte de 1751, chevalier, seigneur ou vicomte de Staple, de Buysscheure, d'Ochtezeele, Moulle, etc., héritier de Louis, bourgmestre de la commune du Franc (du Franc de Bruges) en 1600, 1601, 1603, devient seigneur de Ravensberghe en 1606. Denis est le fils de Bauduin de Massiet, seigneur de Staple et Wardamme, échevin du Franc de Bruges de 1557 à 1576, et de Louise de Cerf, dame de Gruuterzaele.
Il est le seigneur qui bénéfice en l'an 1610 de l'érection de la seigneurie de Ravensberghe en baronnie. Cette faveur est accordée par lettres patentes du roi de France Henri IV (par ailleurs seigneur de Bourbourg dont dépendait la seigneurie de Ravensberghe) du 12 mars 1610.
Denys de Massiet épouse en premières noces par contrat du 17 novembre 1595 Marie d'Assignies, (famille d'Assignies), fille d'Antoine d'Assignies, seigneur d'Allouagne, mestre de camp de cavalerie et d'infanterie au service de Charles Quint, et de Jeanne de Feutre (selon d'autres auteurs de Jeanne de Souastre). Il se marie ensuite en 1615 avec Catherine de Briaerde, dame de Bavinchove etc., fille de Charles de Bryaerde, (famille de Briaerde), seigneur de la Coye, de Bavinchove, Plancq, Herbossaert, etc., chevalier, et d'Adrienne de la Douve.

### Jean III de Nédonchel (1587-1646)
Armes de la famille de Nédonchel : D'azur à la bande d'argent. Supports : deux lions tenant chacun une bannière aux armes de l'écu. Couronne ducale. Cimier : un lion issant couronné. Devise "Antiquitas et nobilitas".
Jean-Baptiste François plus fréquemment dénommé Jean III de Nédonchel, baron de Bouvignies, seigneur de La Vicogne, de Romont, de Douvrin, Lannoy, nait en 1587, devient baron de Ravensberghe du fait de son mariage après contrat du 6 juin 1613 à Staple avec Isabeau de Massiet, fille aînée de Denys de Massiet et de Marie d'Assignies, dame de Ravensberghe. Il est le fils de Georges de Nédonchel et de Marie de Bergues-Saint-Winoc et meurt en 1646.
Isabeau est la dame de Ravensberghe qui en 1614 fait rénover la châsse de Saint-Josse, relique de l'abbaye de Saint-Josse au village actuel de Saint-Josse.
Isabeau fait avec ses enfants le 30 octobre 1646 le partage de la succession de son mari.

### Anne-Marie de Lheur
Anne-Marie de Lheur, dame de Buys, veuve de Pierre de Masparcoul, chevalier, domiciliée au château de Longua en Périgord, et fille de Michel de Lheur et d'Anne Ragnier, seigneurs de Longua, relève la baronnie de Ravensberghe-Beaufort en 1634. Il pourrait s'agir d'une tentative de retrait lignager, procédure prévue par le droit féodal et permettant à un membre d'une famille ayant possédé un fief de le réclamer, bien qu'il ait été vendu, en raison d'une plus grande proximité familiale avec le précédent titulaire.

### Jean-Baptiste de Nédonchel (mort en 1642)
La tentative de retrait lignager, si tant est qu'elle réussisse, n'a que peu d'effet : avant 1642, la seigneurie est retournée au sein de la famille de Nédonchel.
Jean-Baptiste de Nédonchel, fils cadet de Jean III, est baron de Ravensberghe, Calleberg, Beauvoir, Beaufort. Il épouse Yolande de Grebert, fille de messire Louis Grebert, chevalier, chevalier d'honneur et d'Épée au Conseil d'Artois, seigneur de Douchy, et de Marie de Leval (des Seigneurs de Leval en Warneton), ils vivaient au château de Gourguechon à Douchy (les Mines) et dans leur hôtel particulier à Courrières en Principauté d'Épinoy. Jean-Baptiste décède avant son père en 1642, son fils meurt en bas âge, la seigneurie passe à sa fille et héritière.

### Isabelle de Nédonchel
Isabelle de Nédonchel, fille de Jean-Baptiste, est baronne de Ravensberghe. Elle meurt à Saint-Omer probablement peu de temps après son père.

### Charles-Alexandre de Nédonchel (mort en 1684?)
En 1646, après le partage de la succession de Jean III évoquée ci-dessus, et en 1654, Charles-Alexandre de Nédonchel, troisième fils de Jean III, est baron de Ravensberghe, après accord de son frère aîné Denys-Georges Ier de Nédonchel, baron de Bouvignies, et de sa mère Isabeau de Massiet. La seigneurie ne sortira plus de la famille. Charles-Alexandre de Nédonchel, « noble et illustre seigneur », est le troisième fils de Jean III de Nédonchel, baron de Ravensberghe et de Beaufort, seigneur de Callenberg, Germansfeld, etc. Il épouse à Bours le 13 octobre 1663 Marie-Jeanne d'Assignies, (famille d'Assignies), dame d'Elignies, veuve de Jacques de Bonmarché, seigneur de Ligny. Le couple meurt sans postérité.
Les fortifications de Ravensberghe auraient été démantelées à cette époque, après la paix de Nimègue (traités de Nimègue) en 1678.

### Dorothée Marie Françoise de Nédonchel
En 1684, à la mort de Charles-Alexandre, la seigneurie passe à sa sœur Dorothée Marie Françoise de Nédonchel, dame de Ravensberghe, Ochtezeele, Staple et Diependael, veuve douairière de Conraert de Loos-Secault, seigneur de Marquembourg, sergent-major d'un régiment d'infanterie wallonne,. Le couple a une fille unique Isabelle Thérèse Denise.

### Isabelle Thérèse Denise de Loos-Secault (?-1721)
Isabelle Thérèse Denise de Loos-Secault, baronne de Ravensberghe, dame d'Ochtezele, Diependael, meurt en 1721. Il s'agit probablement de la même personne dénommée Isabelle de Loyseau en procès contre Anne de Lannoy en 1699 (procès instruit en 1699 par un conseiller et commissaire du Parlement de Tournai).
Elle laisse la seigneurie à son héritière féodale Adrienne Alexandrine de Nédonchel. Celle-ci, chanoinesse du chapitre de Denain, et fille de Denys-Georges I de Nédonchel, déjà rencontré, baron de Bouvignies, et de Bonne Victoire de Lannoy (maison de Lannoy), la donne aussitôt à son neveu Octave Eugène.

### Octave-Eugène de Nédonchel (1666-1731)
Octave-Eugène de Nédonchel, est le petit-fils de Denys-Georges Ier de Nédonchel, (qui avait renoncé en 1646 à la baronnie de Ravensberghe au profit de son frère Charles- Alexandre) et le fils d'André Jean-Baptiste de Nédonchel et de Marie Aubertine d'Assignies-Oisy. Octave-Eugène de Nédonchel, nait à Bouvignies le 14 novembre 1666. Capitaine au régiment de Bresse au service de la France, à la suite de son mariage en secondes noces avec une dame douairière de Querenaing, il présente une demande visant à obtenir l'érection de ses terres de Bouvignies, Ravensberghe, Ochtezelle et Staple en marquisat. Le roi Louis XV accède partiellement à sa demande en septembre 1723, en considération de ses services et de l'ancienneté et de l'illustration de sa famille, et lui accorde le titre de marquis de Nédonchel sans l'attacher à une terre particulière. Selon Félix-Victor Goethals, il y avait de ce fait dans la région deux marquis de Nédonchel, le baron de Bouvignies, et un marquis de Nédonchel de la famille de Carnin. Octave-Eugène est donc marquis de Nédonchel, baron de Bouvignies et de Ravensberghe, vicomte de Staple, seigneur d'Ochtezeele, de Nomain, etc,. Initialement déshérité par son père au profit de son frère cadet en 1697, il retrouve ses droits en 1700 lorsque le parlement de Tournai casse le testament.
Il épouse à Lille le 27 novembre 1696, Marie-Claire Florence de Croix, fille de Pierre de Croix, baron de Heuchin et de Anne Eléonore de Sainte-Aldegonde-Noircames, laquelle meurt le 7 octobre 1712 après avoir eu cinq enfants dont Octave-Alexandre qui suit (Octave-Eugène va encore se marier deux fois après le décès de son épouse, avec la veuve d'un marquis de Querenaing, Marie Madeleine Charlotte Damman et avec une fille du comte de Namur,.

### Octave-Alexandre de Nédonchel (1697-1756)
Octave-Alexandre de Nédonchel nait en 1697. Il est chevalier, marquis de Nédonchel et de Bouvignies, comte du souverain Bruay-en-Artois, baron de Ravensberghe, Sainte-Croix et Beaufort, seigneur d'Ochtezeele, Diependal et autres lieux, seigneur haut justicier de la noble Cour (cour féodale, appartenant au suzerain) de Cassel.
Officier au service de la France, il épouse à Tournai le 30 juillet 1716 Thérèse Louise Antoinette (ou Henriette) de Haynin, fille et héritière de Louis Philippe de Haynin, (maison de Haynin), marquis de Haynin-Querenaing.et de Marie Madeleine Charlotte Damman (qui est la seconde épouse de son père). Elle meurt au château de Querenaing en 1730. Octave- Alexandre se remarie alors, avec dispense du Saint-Siège, avec sa cousine Alexandrine d'Assignies. Il demeure au château de Bouvignies.
Le 31 juillet 1751, Octave-Alexandre vend à Louis Eugène Marie de Beauffort, (famille de Beauffort), comte de Beauffort, de Moulle (où il réside, dans le château), et Buysscheure, vicomte de Houlle et de la Jumelle, baron de La Motte, seigneur de Nordausques, différentes seigneuries situées pour la plupart dans le pays de Guînes pour un montant de 18 000 livres. Vendeur et acheteur sont liés par des liens de parenté : ils descendent tous deux de personnages ayant épousé une fille de Denys de Massiet ci-dessus et les seigneuries en question dont Diependal appartenaient déjà à Denys de Massiet. Il meurt au château de Bouvignies le 17 février (ou janvier) 1756.
Le couple a deux enfants : un fils Octave-Eugène II Adrien Alexandre né à Paris en juin 1717 et mort à Paris le 5 avril 1736, et une fille Isabelle Alexandrine Joséphine (ou Eugénie) de Nédonchel (1719-1755) laquelle épouse avec dispense du Saint-Siège, son cousin germain, César-Joseph Marie, qui devient ainsi par mariage baron de Ravenberghe.

### César-Joseph Marie de Nédonchel (1731-1781)
César-Joseph Marie de Nédonchel nait le 2 novembre 1731 à Arras. Il est le fils de Denis-George II Alexandre de Nédonchel, (lui-même fils d'Octave-Eugène et frère d'Octave- Alexandre ci-dessus), vicomte de Staple et de Marie Anne Joseph de Douay, sa mère fut guillotinée pendant la révolution à Cambrai en 1794 à l'âge de 84 ans (terreur dans le Nord-Pas-de-Calais). César-Joseph est chevalier, marquis de Nédonchel, Bouvignies, Querenaing, Artres, Warlaing, comte du souverain Bruay-en-Artois, vicomte de Staple, baron de Ravensberghe, etc., châtelain haut justicier de la noble cour, ville et châtellenie de Cassel, gouverneur d'Orchies. Il sert d'abord dans la première compagnie des mousquetaires de la garde de Louis XV en tant que cornette par brevet du 7 octobre 1759, élevé chevalier de l'ordre de Saint-Louis le 26 novembre 1762, mestre de camp dans la cavalerie légère à la bataille de Rosbach, sous le maréchal d'Estrées (famille d'Estrées), à la bataille de Hastembeck et à la bataille de Corbach.
César-Joseph fut présenté à la Cour, (Honneurs de la Cour), en vertu de ses preuves de noblesse vérifiées, en 1765, pour monter dans les carosses.
Il est créé brigadier des armées du Roi le 3 janvier 1770, promu colonel-commandant du régiment de Provence en 1776, et élevé maréchal de camp le 1er mars 1780.
Il meurt le 28 mars 1781 à la chasse.
César-Joseph épouse par contrat le 26 novembre 1746, et religieusement à Paris le 30 janvier 1747, (il a 16 ans, son épouse 28) avec dispense du Saint-Siège, sa cousine germaine Isabelle Alexandrine Eugénie de Nédonchel, dame de Querenaing, morte à Bouvignies en 1755 (ou en 1753), fille d'Octave-Alexandre de Nédonchel, ci-dessus, et de Thérèse Louise Henriette de Haynin, marquise de Querenaing. Le couple a deux enfants, deux fils, le second étant mort jeune à Paris,.

### Octave-César Alexandre Joseph Marie de Nédonchel (1749-1827)
Octave-César Alexandre Joseph Marie de Nédonchel nait à Paris en mai 1749, baptisé à Bouvignies en juin. Il est chevalier, marquis de Nédonchel et de Bouvignies, de Hennin, de Querenaing, d'Artres, de Warlaing, comte du souverain Bruay-en-Artois, vicomte de Nieuland, d'Ochtezeele et de Sainte-Croix, châtelain héréditaire de Cassel, gouverneur d'Orchies, et donc baron de Ravensberghe. Octave-César effectue une carrière militaire : officier du régiment du Roi, entre ensuite dans les mousquetaires de la garde où il a le rang de mestre de camp en 1776, créé chevalier de l'Ordre de Saint-Louis le 14 août 1785, colonel du régiment d'Artois, obtient commission de maréchal de camp pour tenir rang du 1er janvier 1793. Il est convoqué à l'assemblée électorale du bailliage de Douai et Orchies en mars 1789 pour élire un député aux États généraux. Mais  « haut et puissant seigneur » Octave-César Alexandre Joseph Marie de Nédonchel est également représenté par son fondé de pouvoir M. Taverne de Montdhyver à l'assemblée du bailliage de Bailleul du fait de ses possessions dans cette circonscription (Ravensberghe, Ochtezeele). Il est dit demeurant en son château de Bouvignies.
Il achète en 1783 pour 120 000 livres (or et argent) au dernier châtelain vicomte de Bourbourg, Eugène Eustache de Béthisy, seigneur de Mézières, la terre et seigneurie de Nieulande en Eringhem représentant 1000 mesures de terre (environ 450 hectares).
Octave-César émigre à Tournai en 1791, combat dans l'armée des émigrés avec le rang de maréchal de camp en janvier 1793. Il meurt en 1827, enterré dans le caveau de la famille dans l'église de Bouvignies.
Octave-César épouse à Cambrai le 20 avril 1772 Marie-Charlotte Eugénie de Capendu de Boursonne, chanoinesse de Maubeuge, morte le 10 mars 1824, fille d'Amable Paul Jean- Baptiste de Capendu, marquis (Goethals dit vicomte) de Boursonne, de Fontaine, de Bucaille, baron de Conzy, et de Marguerite Françoise Victoire de Ligny.
Le couple a une postérité qui continue la lignée des Nédonchel au-delà de la révolution française. Octave-César Alexandre Joseph voit son titre de marquis rétabli après la Restauration. En revanche, la baronnie de Ravensberghe disparait avec la Révolution qui abolit les titres de noblesse et dignités seigneuriales (ce qui n'empêche pas de conserver les biens si du moins ceux-ci n'ont pas été confisqués en tant que biens nationaux),.